# Liga de Montenegro de waterpolo masculino
La Liga de Montenegro de waterpolo masculino es la competición más importante de waterpolo masculino entre clubes de Montenegro.

## Palmarés
- 2 títulos: Jadran Herceg Novi
- 2 títulos: VK Primorac
- 1 título: Budvanska Rivijera

## Historial
Estos son los ganadores de liga:
| Año  | Primero            | Segundo            | Tercero                            |
| ---- | ------------------ | ------------------ | ---------------------------------- |
| 2011 | Budvanska Rivijera | Jadran Herceg Novi | VK Primorac                        |
| 2010 | Jadran Herceg Novi | VK Primorac        | Cattaro Kotor / Budvanska Rivijera |
| 2009 | Jadran Herceg Novi | VK Primorac        | Cattaro Kotor                      |
| 2008 | VK Primorac        | Budvanska Rivijera | Jadran Herceg Novi                 |
| 2007 | VK Primorac        | Budvanska Rivijera | Jadran Herceg Novi                 |